# 1960년 하계 패럴림픽 휠체어 농구
1960년 하계 패럴림픽 휠체어 농구는 남자 경기 세 종목으로 나누어 열렸다.

## 메달 집계
| 종목          | 금         | 은             | 동             |
| ------------- | ---------- | -------------- | -------------- |
| 남자 클래스 A | 미국 (USA) | 영국 (GBR)     | 이스라엘 (ISR) |
| 남자 클래스 B | 미국 (USA) | 네덜란드 (NED) | 영국 (GBR)     |

## 참고자료
- “1960 Rome - Wheelchair basketball” (영어). 국제 패럴림픽 위원회. 2008. 2008년 10월 21일에 확인함.